# Deaflympics d'été de 1989
Les Deaflympics d'été de 1989, officiellement appelés les XVI World Games for the Deaf, a lieu du 7 janvier au 17 janvier 1989 à Christchurch, en Nouvelle-Zélande.
Ces Jeux rassemblaient 955 athlètes de 30 pays. Ils participaient à 12 sports et 13 disciplines qui regroupent un total de 120 épreuves officielles.

## Faits sur ces Jeux
C'était la première fois que les Deaflympics se tenaient dans l'hémisphère sud.

## Sport
Les Deaflympics d'été de 1989 a 13 disciplines dont 9 individuelles et 4 en équipe.

### Sports individuels
- Athlétisme
- Badminton
- Cyclisme sur la route
- Lutte libre
- Lutte gréco-romaine
- Natation
- Tennis
- Tennis de table
- Tir sportif

### Sports en équipe
- Basket-ball
- Football
- Handball
- Volleyball

## Pays participants
Les Deaflympics d'été de 1989 ont accueilli 955 athlètes de 30 pays: 
- Allemagne de l'Ouest
- Australie
- Bangladesh
- Belgique
- Bulgarie
- Canada
- Chine
- Danemark
- États-Unis
- Finlande
- France
- Royaume-Uni
- Hong Kong
- Inde
- Iran
- Irlande
- Israël
- Italie
- Japon
- Corée du Sud
- Koweït
- Pays-Bas
- Nouvelle-Zélande
- Norvège
- Pologne
- Union soviétique
- Espagne
- Suisse
- Suède
- Turquie

## Compétition

### La France aux Deaflympics
Il s'agit de sa 16e participation aux Deaflympics d'été. 8 athlètes français étaient venus pour concourir sous le drapeau français, et ils ont pu remporter une médaille d'or, une médaille d'argent et une médaille de bronze.